# Néguidale
Cet article concerne la langue néguidale. Pour le peuple, voir Néguidales.
Le néguidale est une langue toungouse parlée en Russie (Sibérie), par les Néguidales, dans les raïons Ulch et Osipenko situés dans le krai de Khabarovsk.
Au recensement de 1989, 44,4 % des 500 Néguidales parlaient leur langue.

## Écriture
Un alphabet cyrillique néguidale a été dévelopé en 2009 et un abécédaire a été publié mais la langue n’est quasiment pas écrite.
| А а | Б б | В в | Г г | Ғ ғ | Д д | Е е | Ё ё | Ж ж | З з |
| Ӡ ӡ | И и | Й й | К к | Л л | М м | Н н | Њ њ | Ӈ ӈ | О о |
| П п | Р р | С с | Т т | У у | Ф ф | Х х | Ц ц | Ч ч | Ш ш |
| Щ щ | Ъ ъ | Ы ы | Ь ь | Э э | Ю ю | Я я |     |     |     |

I. V. Kormushin dans l’article sur la langue néguidale de la Grande Encyclopédie russe n’a pas la lettre Њ њ et a la lettre Ө ө dans l’alphabet néguidale de 2009, contrairement à l’abécédaire néguidale publié en 2016.
Les voyelles longues sont écrites avec un macron suscrit : а̄ е̄ ӣ о̄ ӯ э̄ ы̄ ; par exemple dans Не̄ғидал, « Néguidale ».

## Sources
- [Bereltueva, Kazarova, Nadeina 2016] (neg) Д. М. Берелтуева, А. В. Казарова et Д. И. Надеина, Њеғида букварь = Негидальский букварь, Хабаровск,‎ 2016, 112 p. (ISBN 978-5-7875-0120-9)
- [Debri-DV, 26 mars 2017] (ru) « Тридцать семь негидальских букв », sur Дебри-ДВ,‎ 26 mars 2017
- [Grande Encyclopédie Russe] (ru) И. В. Кормушин, « Негида́льский Язы́к » [archive], sur Большая российская энциклопедия
- [Tsintsius 1982] (ru) B.И. Цинциус, Негидальский язык : Исследования и материалы, Наука,‎ 1982, 622 p.
- [Tsintsius 1997] (ru) B.И. Цинциус, « Негидальский язык », dans Языки Mиpa : Монголские языки. Тунгусо-маньчжурские языки. Японский язык. Кopейский язык, Moscou, Izdatel'stvo Indrik,‎ 1997 (ISBN 5-85759-047-7), p. 189-201
- Shinjirō Kazama, ネギダール語 テキストと文法概説 (Negidal Texts and Grammar), Kyoto, Nakanishi, coll. « Publications on Tungus languages and cultures 19. Endangered languages of the Pacific Rim, A2-021 »,‎ 2002